# A Victim of Jealousy
A Victim of Jealousy è un cortometraggio muto del 1910 diretto da David W. Griffith.

## Trama
L'irragionevole gelosia di un marito mette a dura prova il matrimonio della coppia: lui, geloso perfino del pastore che ha celebrato le nozze, litiga con la moglie che lo induce a promettere di giungere a più miti consigli. Ma l'uomo non ne è capace e, un giorno, quando la moglie ha appuntamento per provare un nuovo cappello, se la prede con modista e cappellaio, convinto di essere preso per il naso. Solo davanti alla minaccia di una separazione, l'uomo cede e promette di non comportarsi più da marito geloso.

## Produzione
Il film fu prodotto dalla Biograph Company.

## Distribuzione
Distribuito dalla Biograph Company, il film - un cortometraggio in una bobina - uscì nelle sale cinematografiche statunitensi il 9 giugno 1910.